# Il medaglione spezzato
Il medaglione spezzato (The Clue of the Broken Locket) è l'undicesimo volume della serie di libri gialli per ragazzi Nancy Drew. È stato pubblicato per la prima volta nel 1934, ed è stato scritto da Mildred Benson con lo pseudonimo Carolyn Keene. In Italia è stato pubblicato nel giugno del 1971 come numero 20 della collana Il giallo dei ragazzi di Arnoldo Mondadori Editore.